# Cholet-Pays de Loire 2011
Cholet-Pays de Loire 2011 est la 34e édition de cette course cycliste sur route masculine. Elle a eu lieu le 20 mars 2011. Elle est remportée au sprint par le Français Thomas Voeckler, de l'équipe Europcar.

## Classement final
|    | Coureur             | Pays     | Équipe                   |    | Temps           |
| -- | ------------------- | -------- | ------------------------ | -- | --------------- |
| 1  | Thomas Voeckler     | France   | Europcar                 | en | 4 h 49 min 36 s |
| 2  | Tony Gallopin       | France   | Cofidis                  | +  | m.t             |
| 3  | Benjamin Giraud     | France   | La Pomme Marseille       |    | m.t             |
| 4  | Mathieu Drujon      | France   | BigMat-Auber 93          |    | m.t             |
| 5  | Stéphane Poulhiès   | France   | Saur-Sojasun             |    | m.t             |
| 6  | James Vanlandschoot | Belgique | Veranda's Willems-Accent |    | m.t             |
| 7  | Jean-Luc Delpech    | France   | Bretagne-Schuller        |    | m.t             |
| 8  | Egoitz García       | Espagne  | Caja Rural               |    | m.t             |
| 9  | Fabien Bacquet      | France   | BigMat-Auber 93          |    | m.t             |
| 10 | Romain Hardy        | France   | Bretagne-Schuller        |    | m.t             |